# Tarialan járás (Hövszgöl)
Tarialan járás (mongol nyelven: Тариалан сум) Mongólia Hövszgöl tartományának egyik járása. Területe 3500 km². Népessége kb. 6400 fő.
Székhelye Badrah (Бадрах), mely 160 km-re fekszik Mörön tartományi székhelytől.